# Thé jaune
Un thé jaune est un thé vert chinois qui a subi une post-fermentation légère. Les thés jaunes sont très prisés des amateurs de thé, car ils ont une réputation ancienne et prestigieuse, et sont produits en quantité très limitée par une poignée de terroirs.
Des thés verts ou blancs de grande qualité sont parfois aussi appelés « thé jaune ».

## Dénomination
Certaines sources permettraient de tracer l'origine du thé jaune sous les Song (960-1278) voire les Tang (618-907), mais comme elles ne décrivent pas leur méthode de fabrication, il est impossible d'en avoir la certitude.
Le qualificatif de « thé jaune » s'applique en effet à différentes catégories de thés. La couleur jaune étant associée aux empereurs, un thé dit « jaune » est originellement un thé impérial, thé d'une qualité exceptionnelle destiné à être consommé par l'empereur, offert par les provinces productrices de thé en guise de tribut. La dénomination est restée après la fin de l'époque impériale, pour désigner des thés verts et blancs de qualité supérieure. Néanmoins à l'époque moderne le « thé jaune » est aussi une catégorie de thés à part, distinguée des thés verts par son mode de fabrication.
La Corée produit aussi un thé désigné comme « jaune », mais il est différent du thé jaune chinois.

## Fabrication
Le thé jaune se prépare d'abord de la même manière qu'un thé vert : on entame le processus d'arrêt de son oxydation, par cuisson, puis on le roule. Mais au lieu de procéder à une dessiccation finale qui va définitivement stopper leur oxydation, les bourgeons et feuilles de thé sont rapidement passées à la vapeur, puis enroulées dans une toile humide. C'est le processus appelé menhuang « étouffer pour faire le jaune »/« le scellement du jaune » ou mendui, littéralement « entasser dans une chaleur étouffante ». Le thé vert jaunit car il n'a pas séché immédiatement. L'entassement du thé humide et son échauffement entraînent des réactions chimiques qui vont donner les caractéristiques du thé jaune, : « une grande partie de la cellulose est détruite tandis que la teneur en sucres simples et aminoacides augmente. Les polyphénols s'oxydent. Les feuilles jaunissent. Plus le taux d'humidité de la feuille est important, plus l'élévation de la température à l'intérieur du tas se fait rapidement. » Oxydé de 10 à 20 %, le thé jaune est considéré comme un thé faiblement « fermenté ».
Le processus de fabrication du thé jaune est similaire à celui qui sert à produire les thés « sombres » (comme le Pu-erh), mais il est plus léger, et de plus courte durée, de telle sorte que le thé jaunit mais ne noircit pas. Le processus ne dure en général qu'une journée, mais il peut parfois prendre plusieurs jours. Le savoir-faire de celui qui fabrique le thé va être déterminant pour les saveurs du produit final : la phase de passage à la vapeur peut être plus ou moins prolongée, répétée, de même que l'« étouffement » : « comme pour la plupart des thés artisanaux, le thé jaune ne peut pas être préparé en regardant une horloge ou en réglant une minuterie - le maître du thé doit décider (par l'odeur, l'apparence et la sensation) quand le processus a opéré sa magie sur la feuille. »

## Production
Le thé jaune est exclusivement produit en Chine. Les principales provinces productrices sont l'Anhui, le Hunan et le Sichuan.
La récolte des bourgeons et feuilles employés pour fabriquer du thé jaune a lieu a début du printemps. Une technique de récolte consiste à prélever les bourgeons avant qu'ils ne se déploient pour former des feuilles. Ils sont privilégiés parce qu'ils sont tendres et juteux, et qu'on considère qu'ils ont de meilleurs effets sur la santé. On emploie aussi les méthodes traditionnelles prenant un bourgeon et deux premières petites feuilles de la ramille (maofeng), ou le bourgeon et la première feuille (maojian). Quelle que soit la méthode de cueillette choisie, il s'agit d'une méthode intensive en travail et moins productives que celles employées pour les thés verts.
La production de thé jaune est très limitée : sur les 2 095 717 tonnes des thés produits en Chine en 2014 selon la FAO, les thés jaunes ne constituent que 234 tonnes.
La production de thés jaunes a tendance à se réduire, face à l'augmentation de celle de thés verts, et le nombre de maîtres du thé ayant le savoir-faire nécessaire pour les produire a diminué, faisant craindre à certains une disparition des thés jaunes.

## Variétés
Les thés jaunes sont produits en quantités très limitées, en très peu d'endroits. Ce sont des crus réputés et très recherchés, revendiquant une histoire très ancienne et prestigieuse.
- Le Huo Shan Huang Ya 霍珊黃雅, « Bourgeon jaune de Huoshan », provenant du mont Huo à l'ouest de l'Anhui. Le thé de cette région est célèbre depuis l'époque des Tang, il fait partie des thés du tribut donnés à la famille impériale. Les empereurs Song y créent des jardins de thé. Le climat est propice à la bonne végétation des théiers. La cueillette prélève le bourgeon et une ou deux feuilles de la ramille. C'est un thé prisé et rare[13],[14].
- Le Mengding Huangya 蒙顶黄芽, « Bourgeon jaune des Sommets brumeux », les monts Mengding au nord-ouest de la province du Sichuan. Ce thé remonterait aux Tang et constitue un thé du tribut impérial jusqu'à la fin de l'Empire chinois. Il est fabriqué en principe exclusivement à partir des bourgeons du début du printemps, cueillis sur des théiers de la variété Mengdingshan Qunti. C'est un thé extrêmement réputé, qu'il est très difficile de se procurer[15],[16].
- Le Jun Shan Yin Zhen 君山银针, « Aiguilles d'argent du mont de l'Empereur », est récolté dans la province du Hunan, sur la petite île de Jun Shan située au milieu du lac Dongting. Constitué de bourgeons, c'est un thé très réputé, produit en quantités très limitées et cher. Une partie de son renom vient du fait que, lors de l'infusion, les bourgeons commencent à flotter à la surface avant de redescendre, puis de remonter et de redescendre, trois fois de suite[17].

## Préparation et dégustation
Selon les goûts et les avis, et les variétés ainsi que leur qualité, les thés jaunes se consomment en plusieurs infusions successives courtes (moins d'une minute) à 85-90°C, jusqu'à 4 infusions de 30-40 secondes à 75°C dans un zhong, ou plus longues (1 min 30) pour 2 ou 3 infusions à 75-80°C. Leur coloration va du vert au jaune doré.
Les arômes doivent être rafraichissants. Le Mengding Huangya a un goût légèrement herbacé, mais moins qu'un thé vert, et il est également moins acide, doux et sucré.